# Slungtermometer

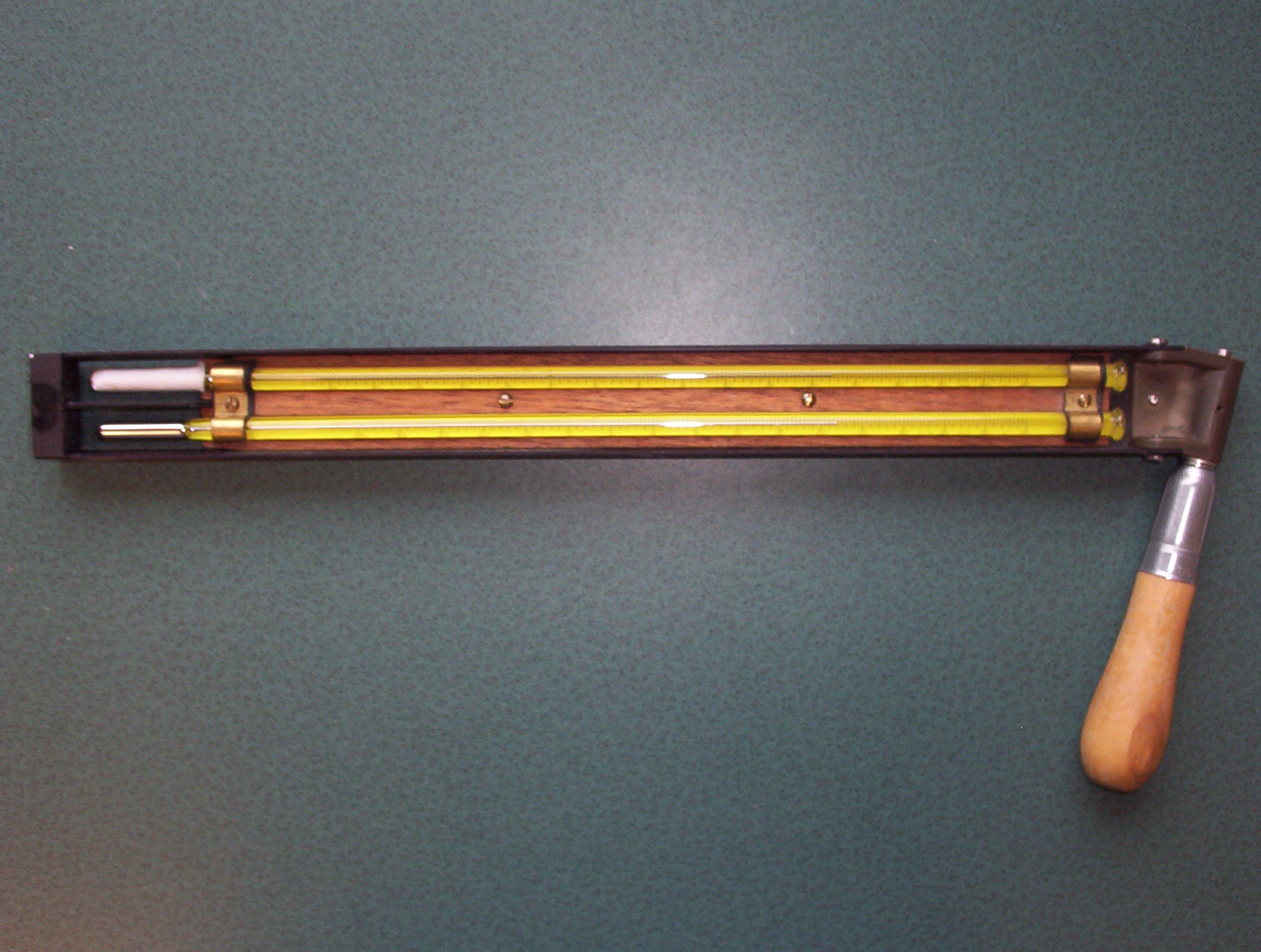
En slungpsykrometer.

Slungtermometer är en termometer, som används för att noggrant mäta lufttemperatur utan inverkan av omgivningen.
Vid omgivning varmare än luften kommer en okompenserad termometer att visa för högt, vid mätning på natten vid molnfri himmel, kommer en okompenserad termometer att visa för lågt p.g.a. att termometern strålar ut mot rymden.
Felet kan vara allt från några tiondels grader till flera grader, allt efter omständigheterna.
För att avhjälpa dessa felkällor anbringas runt termometerkulan ett blankt metallrör som reducerar strålningen. Med hjälp av ett maskineri slungas så termometern med hög fart runt i en cirkel med röret parallellt med cirkelperiferien. Periferihastigheten kan vara så hög som 20 m/s. På så vis skapas en "stormvind" runt termometerkulan, som då känner luftens verkliga temperatur, i görligaste mån opåverkad av omgivningens strålning.
För att ytterligare reducera inverkan av solstrålning bör mätningen göras i skugga.